# Cedicus flavipes
Cedicus flavipes är en spindelart som beskrevs av Simon 1875. Cedicus flavipes ingår i släktet Cedicus och familjen vattenspindlar. Inga underarter finns listade i Catalogue of Life.